# 愛 (美國電視劇)
《愛》（英語：Love）是一部美國的喜劇電視影集。由賈德·阿帕托、保羅·魯斯特和萊絲莉·亞芬創造，吉莉安·賈布斯和魯斯特主演。Netflix已預訂本劇兩季集數，第一季10集於2016年2月19日釋出， 第二季12集則預計在隔年推出。此劇以「對約會交往實實在在的觀察」為主題，透過主角米琪（Mickey）和葛斯（Gus），用男女不同的角度來探索各種戀愛關係。

## 劇情概要
該影集以“腳踏實地看待的約會”的形式呈現，通過分別由雅各布斯和魯斯特扮演的角色米奇和格斯探索男性和女性對浪漫關係的看法。米奇和格斯是兩個不值得信任的人，每個人都帶著沉重的情感包袱，試圖建立相互信任的關係；米奇是個酗酒者、愛/性癮君子、攪局者，而且往往對自己和他人不誠實，而格斯則很笨拙、情感上需要幫助、對社交暗示視而不見，並且在事情不順時容易爆發走他的路。

## 演員

### 主要演員
- 吉莉安·賈布斯 飾 米琪（Mickey）
- 保羅·魯斯特 飾 葛斯（Gus）
- 克勞蒂亞·歐朵赫緹（英语：Claudia O'Doherty） 飾 柏蒂（Bertie）
- 克里斯·威泰斯克（英语：Chris Witaske） 飾 克里斯（Chris）

### 其他演員
- 布雷特·吉爾曼 飾 葛雷格博士（Dr. Greg）
- 戴夫·阿倫（英语：Dave Allen） 飾 艾倫（Allan）
- 史蒂夫・巴農斯（英语：Steve Bannos） 飾 法蘭克（Frank）
- 翠西·索姆斯（英语：Tracie Thoms） 飾 蘇珊·雪兒（Susan Cheryl）
- 珊多兒·克萊瑞特（英语：Chantal Claret） 飾 尚恩（Shaun）
- 布莉嘉·海蘭 飾 海蒂（Heidi）
- 大衛·金（David King） 飾 懷特（Wyatt）
- 米拉娜·薇恩翠 飾 娜塔莉（Natalie）
- 艾瑞絲·阿帕托 飾 阿雅（Arya）
- 查琳·李（英语：Charlene Yi） 飾 寇麗（Corie）

## 集數
| 季數 | 集数 | 集数 | 上線日期      | 上線日期      |
| ---- | ---- | ---- | ------------- | ------------- |
| 1    | 10   | 10   | 2016年2月19日 | 2016年2月19日 |
| 2    | 12   | 12   | 2017年3月10日 | 2017年3月10日 |
| 3    | 12   | 12   | 2018年3月9日  | 2018年3月9日  |

### 第一季（2016年）
| 集數                                                                                                   | 標題                                | 導演          | 編劇                                      | 首播日期      |
| --- | ----------------------------------- | ------------- | ----------------------------------------- | ------------- |
| 1 | 初見 It Begins                      | 迪恩·霍蘭德   | 賈德·阿帕托、萊絲莉·亞芬、保羅·魯斯特     | 2016年2月19日 |
| 米琪和格斯各自和前任對象難堪的分手了。正當兩人還在療傷之際，米琪在教會大鬧一場，格斯則栽入混亂的豔遇。 |                                     |               |                                           |               |
| 2 | 漫長的一天 One Long Day             | 迪恩·霍蘭德   | 萊絲莉·亞芬、保羅·魯斯特、布蘭特·弗瑞斯特 | 2016年2月19日 |
| 格斯挺身而出，幫米琪脫困後，兩人就在洛杉磯街頭展開一場離奇的長征冒險之旅。                             |                                     |               |                                           |               |
| 3 | 考試通過 Tested                     | 約翰·斯萊特瑞 | 賈德·阿帕托、保羅·魯斯特                  | 2016年2月19日 |
| 格斯在職場碰上一道不成則敗的難題。米琪與老闆的互動，則充滿危險的新變數。                               |                                     |               |                                           |               |
| 4 | 派對 Party in the Hills             | 約翰·斯萊特瑞 | 亞歷山卓·瑞許菲德                         | 2016年2月19日 |
| 米琪邀請格斯參加一場派對，卻得在派對上面對不堪的過去，導致局面一團混亂且多災多難。                     |                                     |               |                                           |               |
| 5 | 約會 The Date                       | 瑪姬·凱莉     | 賈德·阿帕托、保羅·魯斯特                  | 2016年2月19日 |
| 米琪努力讓生活回到正軌，格斯和博蒂約會時的誇張行為，則讓人捧腹大笑。                                   |                                     |               |                                           |               |
| 6 | 安迪 Andy                           | 喬·斯萬伯格   | 戴夫·金                                   | 2016年2月19日 |
| 重拾信心的格斯，總能讓片場的人忍不住多看他幾眼。米琪則在廣播電台度過煩人的一天，因此焦躁不已。         |                                     |               |                                           |               |
| 7 | 魔術 Magic                          | 史蒂夫·布西密 | 萊絲莉·亞芬                               | 2016年2月19日 |
| 格斯展開行動，要讓米琪在兩人的第一場正式約會中，馬上為他神魂顛倒，可惜計畫趕不上變化。                 |                                     |               |                                           |               |
| 8 | 片尾主題曲 Closing Title Song       | 麥可·休瓦特   | 阿里·瓦勒                                 | 2016年2月19日 |
| 格斯展開行動，要讓米琪在兩人的第一場正式約會中，馬上為他神魂顛倒，可惜計畫趕不上變化。                 |                                     |               |                                           |               |
| 9 | 劇本朗讀 The Table Read             | 迪恩·霍蘭德   | 布蘭特·弗瑞斯特                           | 2016年2月19日 |
| 格斯在工作時得知令人振奮的消息，但米琪出奇不意地造訪，卻讓這天急速朝另一個方向發展。                   |                                     |               |                                           |               |
| 10 | 開始的結束 The End of the Beginning | 迪恩·霍蘭德   | 賈德·阿帕托、萊絲莉·亞芬、保羅·魯斯特     | 2016年2月19日 |
| 格斯嚐到編劇工作的酸甜苦辣，碰到的問題卻有如排山倒海而來。與此同時，一場新的危機將米琪推向崩潰邊緣。   |                                     |               |                                           |               |

### 第二季（2017年）
| 集數                                                                                             | 標題                             | 導演            | 編劇                                   | 首播日期      |
| ------------------------------------------------------------------------------------------------ | -------------------------------- | --------------- | -------------------------------------- | ------------- |
| 1                                                                                                | 封鎖 On Lockdown                 | 迪恩·霍蘭德     | 賈德·阿帕托、萊絲莉·亞芬、保羅·魯斯特  | 2017年3月10日 |
| 對格斯全盤托出後，米琪想回家紓壓。然而，事情出現令人意外的轉折，以致兩人直至深夜還在外未歸。     |                                  |                 |                                        |               |
| 2                                                                                                | 好友之夜 Friends Night Out       | 迪恩·霍蘭德     | 布蘭特·弗瑞斯特、亞歷山德拉·魯斯菲爾德 | 2017年3月10日 |
| 格斯與男性友人前往酒吧，焦躁不安的米琪則在情侶成群的晚餐派對惹出麻煩。                           |                                  |                 |                                        |               |
| 3                                                                                                | 熟睡之時 While You Were Sleeping | 瑪姬·凱莉       | 戴夫·金                                | 2017年3月10日 |
| 米琪設法幫工作夥伴楚曼脫離棘手處境，拍片現場的一起意外則讓《維奇塔》的演員和幕後人員慌了手腳。   |                                  |                 |                                        |               |
| 4                                                                                                | 迷幻蘑菇 Shrooms                 | 瑪姬·凱莉       | 戴夫·金 、 保羅·魯斯特                 | 2017年3月10日 |
| 米琪說服格斯、博蒂和藍迪試用她剩下的迷幻蘑菇，原本平靜的一晚頓時變得迷離恍惚。                   |                                  |                 |                                        |               |
| 5                                                                                                | 一天 A Day                       | 琳恩·薛爾頓     | 梅森·弗林克                            | 2017年3月10日 |
| 米琪和格斯在一場隨興冒險中敞開心房，暢談過往，同時開始放下心中恐懼。                             |                                  |                 |                                        |               |
| 6                                                                                                | 強制暫歇 Forced Hiatus           | 約翰·斯拉特里   | 瑞貝卡·愛多曼                          | 2017年3月10日 |
| 《維奇塔》拍片現場出現大新聞，將格斯捲入有關阿雅未來發展的家庭紛爭。米琪開始懷疑藍迪的動機。     |                                  |                 |                                        |               |
| 7                                                                                                | 工作派對 The Work Party          | 布蘭特·弗瑞斯特 | 布蘭特·弗瑞斯特、亞歷山德拉·魯斯菲爾德 | 2017年3月10日 |
| 米琪在廣播電台的派對上與公司新老闆攀關係，格斯則意外與葛雷格博士成為朋友。                       |                                  |                 |                                        |               |
| 8                                                                                                | 馬帝多布斯 Marty Dobbs           | 琳恩·薛爾頓     | 瑞貝卡·愛多曼、阿里·瓦勒               | 2017年3月10日 |
| 格斯與米琪和她父親一同出遊，卻很快發現，這對父女之間的關係比她之前透露的還複雜。                 |                                  |                 |                                        |               |
| 9                                                                                                | 臨時管家 Housesitting            | 迪恩·霍蘭德     | 賈德·阿帕托、保羅·魯斯特               | 2017年3月10日 |
| 格斯和米琪幫朋友的別墅看家，還在此舉辦《維奇塔》觀賞派對。然而，逐漸醞釀的衝突恐將破壞眾人興致。 |                                  |                 |                                        |               |
| 10                                                                                               | 自由已逝 Liberty Down            | 迪恩·霍蘭德     | 戴夫·金、阿里·瓦勒                     | 2017年3月10日 |
| 格斯前往阿雅的動作片拍攝現場，米琪則在職場上投入一項大型專案，兩人的感情出現了新裂痕。           |                                  |                 |                                        |               |
| 11                                                                                               | 遠距 The Long D                  | 喬·斯萬伯格     | 布蘭特·弗瑞斯特 、阿里·瓦勒            | 2017年3月10日 |
| 米琪與前任男友交流，格斯則竭力與電影導演修復關係。博蒂吐露一樁真相。                             |                                  |                 |                                        |               |
| 12                                                                                               | 回家 Back in Town                | 喬·斯萬伯格     | 賈德·阿帕托、保羅·魯斯特               | 2017年3月10日 |
| 格斯返家後，米琪意識到她必須做出決定，但嘗試釐清她的感情生活卻僅讓情況更為混亂。                 |                                  |                 |                                        |               |

### 第三季（2018年）
| 集數 | 標題                                     | 導演                | 編劇                                        | 首播日期     |
| --- | ---------------------------------------- | ------------------- | ------------------------------------------- | ------------ |
| 1 | 棕櫚泉度小假 Palm Springs Getaway        | 麥可·休瓦特         | 賈德·阿帕托、戴夫·金、保羅·魯斯特           | 2018年3月9日 |
| 藍迪逼迫米琪、格斯、博蒂跟他，兩對情侶一起去他親戚的豪華棕櫚泉別墅歡度週末。但結果屋子卻跟說好的完全不同。   |                                          |                     |                                             |              |
| 2 | 贏家與輸家 Winners and Losers            | 麥可·休瓦特         | 賈德·阿帕托、保羅·魯斯特                    | 2018年3月9日 |
| 米琪的工作運亨通，好消息層出不窮。另一方面，格斯試圖在氣氛緊繃的《維奇塔》片場散播歡樂氛圍，成效卻令人洩氣。 |                                          |                     |                                             |              |
| 3 | 阿雅與葛雷格 Arya and Greg               | 賈德·阿帕托         | 賈德·阿帕托、布蘭特·弗瑞斯特、瑞貝卡·愛多曼 | 2018年3月9日 |
| 格斯幫壓力爆表的阿雅為一場重要的戲做準備，米琪則試圖挽救葛雷格博士多災多難的簽書會。                         |                                          |                     |                                             |              |
| 4 | 我病了 I'm Sick                          | 亞歷克斯·卡普夫斯基 | 馬克斯·布羅克曼、傑森·基姆                  | 2018年3月9日 |
| 格斯正準備出門和朋友去參加恐怖片拍攝地點之旅，米琪卻在這時病倒了。格斯意識到他面臨的是一場戀情大考驗。       |                                          |                     |                                             |              |
| 5 | 博蒂的生日 Bertie's Birthday             | 珍妮札・布拉沃      | 亞歷山德拉·魯斯菲爾德、阿里·瓦勒            | 2018年3月9日 |
| 博蒂在美國度過的頭個生日有個令人失望的開端，但後來和一名志同道合的朋友度過了精彩充實的洛杉磯冒險之旅。       |                                          |                     |                                             |              |
| 6 | 執導筒 Directing                         | 萊恩·麥克菲爾       | 馬克斯·布羅克曼、亞歷山德拉·魯斯菲爾德      | 2018年3月9日 |
| 格斯的電影開拍，他卻難以讓演員和工作人員專心工作。米琪準備證明給一名老友看她已徹底改頭換面。                 |                                          |                     |                                             |              |
| 7 | 大學時代朋友莎拉 Sarah from College      | 邁克爾·立文         | 賈德·阿帕托、保羅·魯斯特                    | 2018年3月9日 |
| 格斯在一場婚禮上撞見前女友，米琪意識到她對格斯的過去其實不甚了解。                                           |                                          |                     |                                             |              |
| 8 | 特技秀 Stunt Show                        | 萊恩·麥克菲爾       | 戴夫·金、阿里·瓦勒                          | 2018年3月9日 |
| 一場特技試鏡激勵克里斯和博蒂再度聯絡。葛雷格博士懇求在史黛拉的節目中演出，而格斯請阿雅幫他一個忙。           |                                          |                     |                                             |              |
| 9 | 你是我的經典老爺車 You're My Gran Torino | 琳恩·薛爾頓         | 馬克斯·布羅克曼、阿里·瓦勒                  | 2018年3月9日 |
| 格斯為樂團的首場演出及南達科他州老家之旅作準備；米琪考慮是否是時候見見庫克山一家。                           |                                          |                     |                                             |              |
| 10 | 庫克山一家 The Cruikshanks               | 妮莎·嘉娜卓         | 布蘭特·弗瑞斯特、保羅·魯斯特                | 2018年3月9日 |
| 回到充滿槍支、沙包遊戲和酸黃瓜捲的家鄉，格斯在感情中犯下重大的失誤。一場水管堵塞災難讓博蒂陷入尷尬處境。     |                                          |                     |                                             |              |
| 11 | 週年派對 Anniversary Party               | 布蘭特·弗瑞斯特     | 亞歷山德拉·魯斯菲爾德、保羅·魯斯特          | 2018年3月9日 |
| 格斯奮力阻止米琪在他父母的派對前先行離去。但一天下來，卻只揭露出更多讓他困窘的過去。                         |                                          |                     |                                             |              |
| 12 | 卡塔利娜 Catalina                        | 琳恩·薛爾頓         | 賈德·阿帕托、戴夫·金、保羅·魯斯特           | 2018年3月9日 |
| 米琪和格斯認真思考他倆的未來之際，一次臨時起意的卡塔利娜島之旅將他們形形色色的朋友都聚在了一起。             |                                          |                     |                                             |              |

## 評價
《愛》獲得了多數的好評，特別是針對主角和配角的演員表現。 本劇在評論集計網站「Rotten Tomatoes」上的分數為92%的「新鮮」（fresh）評價，是根據22篇評論計算得出，平均分數為7/10。該網站的評論共識寫到「在兩位迷人的主角幫助下，賈德·阿帕托的《愛》對於建立戀愛關係有著誠實的觀點。」《好萊塢報導》和《綜藝 (雜誌)》雜誌給予本具正面的評價，但對於每一集的長度（最長為40分鐘）和劇情中常見的論述作出評論。

## 資料來源
1. ↑  Malone, Michael. . broadcastingcable.com. 4 January 2015  [4 January 2015]. （原始内容存档于2016-03-02）.
2. ↑  Petski, Denise. . Deadline.com. January 4, 2016  [January 4, 2016]. （原始内容存档于2016-03-08）.
3. ↑  Littleton, Cynthia. . Variety.com. 16 September 2014  [2016-02-20]. （原始内容存档于2014-09-19）.
4. ↑  Carlson, Jay. . IndieRevolver.com. 31 July 2015  [2016-02-20]. （原始内容存档于2016-05-06）.
5. ↑  Carlson, Jay. . IndieRevolver.com. 31 July 2015  [23 September 2015]. （原始内容存档于6 May 2016）.
6. ↑  Chaney, Jen. . Vulture. 16 March 2018  [11 August 2020]. （原始内容存档于3 August 2020）.
7. ↑  McLaughlin, Katherine (2016-02-12).
8. ↑  Fienberg, Daniel (2016-02-14).
9. 1 2  Lowery, Brian (2016-02-08).

## 外部連結
- 官方网站
- 互联网电影数据库（IMDb）上《愛》的资料（英文）
- Netflix媒體中心 （页面存档备份，存于）（繁體中文）